# Christophe Soulé (mathématicien)
Pour les articles homonymes, voir Soule.
Christophe Soulé est un mathématicien français né en 1951, spécialiste en géométrie algébrique et arithmétique et en théorie des nombres.

## Biographie
Soulé est entré en 1970 à l'École normale supérieure. En 1974, il est devenu attaché de recherche au CNRS, sous la direction de Roger Godement. En 1978, il a soutenu une thèse d'État (dir. Max Karoubi, Paris VII), sur la K-théorie des anneaux d'entiers de corps de nombres et la cohomologie étale. Il est devenu en 1980 chargé de recherche au CNRS et en 1986, directeur de recherche. De 1984 à 1996, il a été chercheur visiteur à l'IHÉS. Il a été professeur invité en 1989 à Harvard et en 1998, à l'Institut Isaac Newton à Cambridge.
En collaboration avec Jean-Michel Bismut et Henri Gillet, Soulé a étudié les groupes arithmétiques (en), la K-théorie et la théorie d'Arakelov et démontré un théorème de Riemann-Roch arithmétique.
En 1979, il a reçu une médaille de bronze du CNRS. Il est membre correspondant de l'Académie des sciences depuis 1997 et membre depuis 2001. Il a été orateur invité au Congrès international des mathématiciens de 1983 à Varsovie.  Il a reçu de l'Académie des sciences le prix Jérôme Ponti en 1985 et le prix Ampère en 1993. Nommé chevalier de la Légion d'Honneur en janvier 2014.
Le 1er mai 2017, il signe avec d'autres scientifiques un texte appelant à voter en faveur d'Emmanuel Macron lors du second tour de l'élection présidentielle de 2017, afin de « barrer la route au pire », représenté par Marine Le Pen,.

## Sélection de publications
- (avec Daniel Abramovich, Jean-François Burnol et Jürg Kramer (de)) Lectures on Arakelov Geometry, CUP, 1992 [lire en ligne]
- (en) « An introduction to arithmetic groups », dans Pierre Cartier, Bernard Julia, Pierre Moussa et Pierre Vanhove, Frontiers in Number Theory, Physics and Geometry, vol. 2, Springer, 2007 (ISBN 978-3-540-30307-7), p. 247-276, arXiv:math/0403390